# Phesatiodes fuscosignatus
Phesatiodes fuscosignatus – gatunek chrząszcza z rodziny kózkowatych i podrodziny zgrzypikowych. Jedyny przedstawiciel rodzaju Phesatiodes.

## Zasięg występowania
Gatunek ten występuje na Filipinach.